# Scaphytopius altus
Scaphytopius altus är en insektsart som beskrevs av Delong 1944. Scaphytopius altus ingår i släktet Scaphytopius och familjen dvärgstritar. Inga underarter finns listade i Catalogue of Life.